# Parapenaeopsis atlantica
Parapenaeopsis atlantica är en kräftdjursart som beskrevs av Heinrich Balss 1914. Parapenaeopsis atlantica ingår i släktet Parapenaeopsis och familjen Penaeidae. Inga underarter finns listade i Catalogue of Life.